# Groupe IC 342/Maffei
Le groupe IC 342/Maffei est un groupe de galaxies situées à proximité du Groupe local, le groupe abritant la Voie lactée. À l'instar de ce dernier, le groupe IC 342/Maffei est un groupe « binaire », c'est-à-dire possédant deux principales sous-structures distinctes. L'une d'elles est centrée sur la galaxie IC 342, l'autre sur la paire de galaxies Maffei 1 et Maffei 2, cette dernière étant la plus brillante. Chacun d'eux possède une dizaine de galaxies clairement identifiées. Il fait partie du superamas de la Vierge, le superamas contenant également le groupe local.

## Sous-groupe de IC 342
Un article publié par I.D. Karachentsev en 2005 indique que ce sous-groupe possède neuf galaxies et peut-être une dixième :
- IC 342, la plus lumineuse et la plus massive ;
- KK 35 ;
- UGCA 86 ;
- NGC 1560 ;
- NGC 1569;
- Galaxie de la Girafe B (Camelopardalis B) ;
- Galaxie de la Girafe A (Camelopardalis A) ;
- Galaxie de Cassiopée 1 (Cassiopeia 1) ;
- UGCA 105 ;
- KKH 37 (appartenance incertaine).

Un autre article antérieur de A.M. Garcia inclut la galaxie UGCA 92 au groupe d'IC 342.

## Sous-groupe de Maffei
Le mème article de Karachentsev indique que ce groupe comprend neuf galaxies :
- Maffei 2 ;
- Maffei 1 ;
- MB 1 ;
- MB 3 (en) ;
- Dwingeloo 2 ;
- Dwingeloo 1 ;
- KKH 12 ;
- KKH 11 ;
- KKH 6 (appartenance incertaine) ;
- UGCA 92[2].

## Membres du groupe IC 342/Maffei
Le tableau ci-dessous résume les principales propriétés connues des galaxies du groupe d'IC 342/Maffei.
| Nom         | Autre des.   | Const.    | Class.     | Type                     | α (J2000.0)   | δ (J2000.0) | Vitesse radiale (km/s) | m     | Distance (Mpc) | Dimension (kal) |
| ----------- | ------------ | --------- | ---------- | ------------------------ | ------------- | ----------- | ---------------------- | ----- | -------------- | --------------- |
| IC 342      | PGC 13826    | Girafe    | SAB(rs)cd  | Spirale intermédiaire    | 03h 46m 48.5s | 68° 05′ 46″ | 31 ± 3                 | 8,4   | 3,504 ± 1,378  | 71              |
| KK 35       | ?            | ?         | ?          | ?                        | ?             | ?           | ?                      | ?     | ?              | ?               |
| UGCA 86     | PGC 14241    | Girafe    | Im?        | Irrégulière magellanique | 03h 59m 48.3s | 67° 08′ 19″ | 67 ± 4                 | 13,5  | 2,546 ± 1,126  | 12              |
| NGC 1560    | PGC 15488    | Girafe    | SA(s)d     | Spirale                  | 04h 32m 49.1s | 71° 52′ 59″ | -36 ± 5                | 11,4  | 3,246 ± 0,651  | 30              |
| NGC 1569    | PGC 15345    | Girafe    | IBm        | Irrégulière magellanique | 04h 30m 49.0s | 64° 50′ 53″ | -104 ± 4               | 11,0  | 3,20 ± 0,30    | 11              |
| Cam B       | LEDA 166084  | Girafe    | Irr        | Irrégulière              | 04h 53m 07.1s | 67° 05′ 57″ | 76,7 ± 0,3             | 16,1  | 3,347 ± 0,127  | 7,0             |
| Cam A       | LEDA 166082  | Girafe    | Irr        | Irrégulière              | 04h 25m 20.0s | 72° 48′ 30″ | -46 ± 1                | 14,84 | 3,315 ± 0,957  | 11              |
| Cas 1       | LEDA 100169  | Cassiopée | Irr        | Irrégulière              | 02h 06m 02.8s | 68° 59′ 59″ | 35,1 ± 0,3             | 16,38 | 2,895 ± 2,977  | 5,2             |
| UGCA 105    | PGC 16957    | Girafe    | Im?        | Irrégulière magellanique | 05h 14m 15.3s | 62° 34′ 48″ | 111 ± 5                | 13,9  | 3,649 ± 0,483  | 19              |
| KKH 37 (?)  | LEDA 95597   | Girafe    | S/Iee      | Spirale irrégulière      | 06h 47m 45.8s | 80° 07′ 26″ | -147,8 ± 0,3           | 16,4  | 3,364 ± 0,059  | 2,2             |
| UGCA 92     | PGC 15439    | Girafe    | Im?        | Irrégulière magellanique | 04h 32m 04.9s | 63° 36′ 49″ | -99 ± 5                | 13,8  | 2,422 ± 0,887  | 4,6             |
| Maffei 2    | PGC 10217    | Cassiopée | SAB(rs)bc? | Spirale intermédiaire    | 02h 41m 55.0s | 59° 36′ 15″ | -17 ± 5                | 9,3I  | 3,747 ± 0,837  | 21              |
| Maffei 1    | PGC 9892     | Cassiopée | S0- pec?   | Lenticulaire             | 02h 36m 35.4s | 59° 39′ 18″ | 66 ± 5                 | 11,4  | 3,355 ± 0,579  | 11              |
| MB 1        | LEDA 166068  | Cassiopée | SAB(s)d?   | Spirale intermédiaire    | 02h 35m 36.5s | 59° 22′ 43″ | 190 ± 1                | 20,5  | 2,655 ± 0,190  | 15              |
| MB 3        | LEDA 166069  | Cassiopée | dSph       | Naine sphéroïdale        | 02h 55m 42.7s | 58° 31′ 37″ | 59 ± 1                 | 19,8  | 3,0 ± ?        | 4,6             |
| Dwingeloo 2 | LEDA 101304  | Cassiopée | Im?        | Irrégulière magellanique | 02h 54m 08.5s | 59° 00′ 19″ | 94 ± 1                 | 20,5  | 3,0 ± ?        | 2,8             |
| Dwingeloo 1 | LEDA 100170  | Cassiopée | SB(s)cd    | Spirale barrée           | 02h 56m 51.9s | 58° 54′ 42″ | 110,3 ± 0,3            | 8,3   | 3,672 ± 0,856  | 15              |
| KKH 12      | LEDA 2807107 | Persée    | Ir         | Irrégulière              | 02h 27m 26.9s | 57° 29′ 16″ | 69,9 ± 0,3             | 17,8  | 3,0 ± ?        | 4,8             |
| KKH 11      | LEDA 168300  | Persée    | dE/N       | Elliptique naine         | 02h 24m 34.2s | 56° 00′ 43″ | 310 ± ?                | 16,2  | 3,0 ± ?        | 3,2             |
| KKH 6 (?)   | LEDA 2807103 | Persée    | Ir         | Irrégulière              | 01h 34m 51.1s | 52° 05′ 30″ | 53 ± 1                 | 17    | 3,750 ± 0,028  | 3,0             |

Le site DeepskyLog permet de trouver aisément les constellations des galaxies mentionnées dans ce tableau ou si elles ne s'y trouvent pas, l'outil du site constellation permet de le faire à l'aide des coordonnées de la galaxie. Sauf indication contraire, les données proviennent du site NASA/IPAC. 